# Вільнюський монетний двір
Вільнюський монетний двір (лит. Vilniaus monetų kalykla) — головний монетний двір Великого князівства Литовського, яке виробляло монети у Вільнюсі з 1387 по 1666 рік (з перервами).  На багатьох монетах, викарбуваних у Вільнюському монетному дворі, були привітні знаки Великого казначея Литви (герб та ініціали). 

## Історія
Монетні двори золота та міді діяли окремо. У 1546 р. монетний двір знаходився на сучасній вулиці Вокієч. Пізніше на території Вільнюського нижнього замку були золоті, а в другій половині 17 століття - мідні монетні двори. Монетним двором керував губернатор, якому допомагав клерк (він дбав про придбання, випуск, облік, перевіряв якість монет), іншими посадами в монетному дворі були: ремісник грошей (він відповідав за виробництво монет), аналітик, гравер на марках, відбілювач та грошовики. 
Оренда монетного двору практикувалася ще з часів великого князя Стефана Баторія. Спочатку це залежало від кількості карбованих монет, з часів великого князя Сигізмунда III Вази виплачувалася додаткова сума визначеної грошової суми (700-800 золотих монет; сума збільшувалася, якщо монетний двір здавали в оренду). 
Вільнюський монетний двір був закритий в 1666 році, і монети більше не карбувались на литовській території Речі Посполитої. 